# Vương quốc Iraq
Vương quốc Iraq (tiếng Ả Rập: المملكة العراقية) là một nhà nước có chủ quyền của Iraq trong và sau Sự ủy trị của Anh ở Lưỡng Hà. Liên hiệp các quốc gia ủy trị bắt đầu vào năm 1920. Vương quốc bắt đầu tồn tại từ tháng 8 năm 1921 với sự đăng quang của Faisal bin al-Hussein bin Ali al-Hashemi với tư cách là Vua Faisal I. Vương quốc kết thúc vào năm 1958 khi vương triều bị lật đổ trong một cuộc đảo chính thực hiện bởi Abd al-Karim Qasim.

## Vương triều Hashemite
Năm 1932, quyền ủy trị của Anh kết thúc và Vương quốc Iraq được trao quyền độc lập dưới thời Vua Faisal I. Điều này khiến cho Iraq trở thành quốc gia được ủy trị đầu tiên trong Hòa ước Versailles được trao trả độc lập. Tuy nhiên người Anh vẫn còn nắm giữa các căn cứ quân sự trên đất nước này. Sau khi Faisal mất vào năm 1933, Vua Ghazi chỉ đóng vai trò là bù nhìn trong giai đoạn từ năm 1933 đến 1939 khi ông bị chết trong một tai nạn xe motor. Áp lực đến từ những người theo phong trào dân tộc Ả Rập và mưu cầu cho một nhà nước Iraq độc lập đã yêu cầu người Anh phải rời Iraq, tuy nhiên những yêu sách này bị Anh Quốc phớt lờ.

## Lịch sử

### Độc lập
Iraq được trao trả độc lập chính thức vào năm 1932 theo những thỏa thuận trong hiệp ước được ký kết bởi Vương quốc Anh vào năm 1930, theo đó Vương quốc Anh sẽ chấm dứt quyền ủy trị chính thức của nó trong điều kiện chính phủ Iraq cho phép các cố vấn Anh tham gia vào các công việc của chính phủ, và cho phép các căn cứ của Anh hiện diện tại Iraq cùng với yêu cầu rằng Iraq phải hỗ trợ Anh trong lúc chiến tranh. Sự căng thẳng chính trị cao độ giữa Iraq và Vương quốc Anh vẫn tiếp diễn ngay cả khi họ có được độc lập. Sau khi giành được độc lập vào năm 1932, chính phủ Iraq ngay lập tức tuyên bố rằng Kuwait là một phần lãnh thổ chính thức của Iraq, vì lý do Kuwait đã từng là lãnh thổ của Iraq trong nhiều thế kỷ cho đến khi người Anh tách Kuwait ra khỏi Iraq trong Chiến tranh thế giới thứ nhất và do đó chính phủ Iraq phát biểu rằng Kuwait là phát minh của Đế quốc Anh.

### Sự bất ổn chính trị và đảo chính quân sự, thập niên 1930-1941
Sau khi giành được nền độc lập vào năm 1932, sự căng thẳng về chính trị nảy sinh do sự hiện diện của quân đội Anh ở Iraq, với chính phủ và các chính trị gia của Iraq bị chia làm hai phe, một bên là những chính trị gia thân Anh như Nuri as-Said, họ không chống đối sự hiện diện của người Anh và một bên là những chính trị gia chống Anh như Rashid Ali al-Gaylani, họ yêu cầu xóa bỏ mọi ảnh hưởng của người Anh ở Iraq. Từ năm 1936 đến 1941, năm cuộc đảo chính được thực hiện bởi quân đội Iraq diễn ra mỗi năm chỉ huy bởi các quan chức quân đội cấp cao chống lại chính phủ nhằm tạo áp lực buộc chính phủ phải thực hiện yêu sách của họ.

### Chiến tranh Anh-Iraq và sự chiếm đóng lần thứ hai của Anh
Sự kiện đảo chính Iraq năm 1941 đã lật đổ Nuri as-Said và đưa Rashid Ali al-Gaylani lên làm thủ tướng. Tuy nhiên Ali đã không lật đổ nền quân chủ mà lại bổ nhiệm thêm nhiều quan thân cận, và cố gắng giới hạn quyền lực của người Anh quy định trong hiệp ước từ năm 1930.
Vào ngày 30 tháng 4, quân đội Iraq chiếm cứ vùng đất cao phía nam căn cứ không quân Habbaniya. Một phái viên người Iraq được cử đến căn cứ để yêu cầu không có bất kỳ hành động nào, kể cả trên mặt đất và trên không, xuất phát từ căn cứ. Tuy nhiên người Anh từ chối yêu sách và yêu cầu quân đội Iraq phải rời khu vực ngay lập tức. Sau thời điểm tối hậu thư được đưa ra vào những giờ đầu ngày 2 tháng 5 trôi qua, vào lúc 05:00 giời quân đội Anh bắt đầu ném bom quân đội Iraq đang đe dọa căn cứ.
Tình trạng thù địch diễn ra từ 18 tháng 4 đến 30 tháng 5 năm 1941. Sau sự kiện này, người Anh còn chiếm đóng Iraq vài năm nữa.

### 1941-1958
Sau khi chiến tranh Anh-Iraq kết thúc, Nuri as-Said quay trở lại làm Thủ tướng và kiểm soát nền chính trị của Iraq cho đến khi vương triều bị lật đổ và sự kiện ám sát ông xảy ra vào năm 1958. Nuri as-Said theo đuổi một chính sách thân phương Tây trong khoảng thời gian này.

## Tuyên bố thành lập nền cộng hòa
Vương triều Hashemite kết thúc vào năm 1958, khi nó bị lật đổ trong một cuộc đảo chính thực hiện bởi quân đội Iraq, sự kiện này được biết đến với cái tên Cách mạng 14 tháng 7. Vua Faisal II cùng với những thành viên của gia đình hoàng gia đều bị xử tử. Cuộc đảo chính đã đưa Abd al-Karim Qasim lên nắm quyền lực. Ông này sau đó đã rút Iraq ra khỏi  Khối Hiệp ước Baghdad và thiết lập mối quan hệ thân thiện với Liên bang Xô Viết.